# Episodi di Inhumans
La prima e unica stagione della serie televisiva Inhumans, composta da 8 episodi, è stata trasmessa in prima visione negli Stati Uniti dal canale ABC dal 29 settembre 2017 al 10 novembre 2017.
I primi due episodi sono stati distribuiti internazionalmente nei cinema IMAX dal 1º settembre 2017. In Italia la serie viene trasmessa in prima visione dal canale satellitare Fox dall'11 ottobre 2017 al 22 novembre 2017.
L'antagonista principale della serie è Maximus il Folle, fratello del re degli Inumani. 
La stagione è stata pubblicata su Disney+ il 12 novembre 2019 e in Italia il 24 marzo 2020 sempre su Disney+.
| nº | Titolo originale                    | Titolo italiano                              | Prima TV USA      | Prima TV Italia  |
| -- | ----------------------------------- | -------------------------------------------- | ----------------- | ---------------- |
| 1  | Behold... The Inhumans              | Guardate gli Inumani                         | 29 settembre 2017 | 11 ottobre 2017  |
| 2  | Those Who Would Destroy Us          | Quelli che ci distruggerebbero               | 29 settembre 2017 | 11 ottobre 2017  |
| 3  | Divide and Conquer                  | Dividi e conquista                           | 6 ottobre 2017    | 18 ottobre 2017  |
| 4  | Make Way for... Medusa              | Fate largo a Medusa                          | 13 ottobre 2017   | 25 ottobre 2017  |
| 5  | Something Inhuman This Way Comes... | Qualcosa di Inumano viene da questa parte... | 20 ottobre 2017   | 1º novembre 2017 |
| 6  | The Gentleman's Name is Gorgon      | Quel gentiluomo si chiama Gorgon             | 27 ottobre 2017   | 8 novembre 2017  |
| 7  | Havoc In The Hidden Land            | Caos nella Terra nascosta                    | 3 novembre 2017   | 15 novembre 2017 |
| 8  | ... And Finally: Black Bolt         | ... E finalmente: Black Bolt                 | 10 novembre 2017  | 22 novembre 2017 |

## Guardate gli Inumani
- Titolo alternativo: Guardate... gli Inumani
- Titolo originale: Behold... The Inhumans
- Diretto da: Roel Reiné
- Scritto da: Scott Buck

### Trama
Una ragazza inumana sta scappando, da dei militari, in mezzo alla foresta nell'isola di Oahu, li incontra Triton che la invita ad andare su Attilan una città sulla Luna dove ci sono solo inumani però vengono raggiunti dai militari che iniziano a sparare uccidendo la ragazza e ferendo Triton che per scappare si butta in mare. Sulla Luna un rover del Centro di Controllo Aerospaziale Callisto viene distrutto da Gorgon, tuttavia riesce a filmare lo zoccolo di Gorgon compromettendo la sicurezza di Attilan perciò Karnak lo rimprovera. Freccia Nera non sente il bisogno di preoccuparsi. Intanto sulla Terra quell'immagine viene trasmessa.
A seguito di questo evento Maximus, il fratello del re Freccia Nera, chiede di andare sulla Terra la casa che spetta agli inumani però Medusa, moglie di Freccia Nera, e lo stesso Freccia Nera non sono d'accordo. Sulla terra Louise indaga su quello che è successo al rover. Ad Attilan assistiamo alla cerimonia della terrigenesi di due ragazzi, Iridia e Bronaja, lei ottiene le ali, mentre il ragazzo non vede cambiamenti e sembra che la terrigenesi gli abbia tolto il DNA inumano proprio come è successo a Maximus, ma dopo che Maximus lo tocca sulla spalla per consolarlo, Bronaja cade per terra e ha una visione di serpenti che sbattono Maximus contro un muro. Dopo ciò Maximus va nel quartiere della casta inferiore e porta dalla sua parte il popolo. Nel palazzo reale durante il pranzo Maximus dice che Triton è morto allora lui chiede spiegazioni e Medusa invece del re spiega che è stato mandato laggiù per recuperare degli inumani, che si sono formati a seguito della propagazione del terrigene nell'impianto idrico della Terra (come visto nell'episodio S.O.S. della seconda stagione di Agents of S.H.I.E.L.D.), per portarli ad Attilan. 
Karnak mette in guardia il re sul conto di Maximus definendolo pericoloso, Gorgon si arrabbia per la morte di Triton e se ne va. Blackbolt allora decide di mandare Gorgon sulla terra per salvare Triton e per andarci usa Lockjaw il cane da teletrasporto della principessa Crystal. Maximus allora cerca di portare dalla sua parte Medusa ma lei lo minaccia sbattendolo contro il muro con i suoi capelli, lì Maximus si ricorda della visione di Bronaja. Maximus cerca l'approvazione del capo del consiglio genetico senza successo e dice ad Auran di ucciderlo. Ora mette in pratica il suo piano provocando un colpo di stato. Maximus dice ai militari sull'isola Oahu di uccidere Gorgon ma lui riesce a sconfiggerli, dice alle guardie reali su Attilan di uccidere Karnak ma anche lui li sconfigge, dice alle guardie reali di catturare Medusa, le taglia i capelli e cerca di catturare il re ma Crystal, con l'aiuto di Lockjaw, porta sulla Terra Medusa, Karnak e Blackbolt ma li porta in zone diverse dell'isola. Auran cattura Crystal e la rinchiude nella sua stanza.
- Altri interpreti: Mike Moh (Triton), Sonya Balmores (Auran), Nicola Peltz (ragazza inumana), Marco Rodríguez (Kitang), Tom Wright (George Ashland), Michael Buie (Agon), Tanya Clarke (Rynda)
- Ascolti USA: 3.750.000[3]

## Quelli che ci distruggerebbero
- Titolo originale: Those Who Would Destroy Us
- Diretto da: Roel Reiné
- Scritto da: Scott Buck

### Trama
Rendendosi conto che sono stati tutti bloccati e separati sulla Terra, Karnak e Medusa iniziano a cercare Freccia Nera per riunirsi con lui, mentre Gorgon, con il suo dispositivo di comunicazione, sfida Maximus invitandolo ad andare lui stesso sulla Terra per combattere. Crystal contatta Medusa sulla Terra, ma la chiamata è tracciata da Auran. Louise indaga sulla scomparsa del rover lunare e viene a conoscenza di quattro strane anomalie (quattro scariche di energia) provenienti dalla Luna che sono atterrate su Oahu, alle Hawaii. 
Maximus minaccia i restanti membri del Consiglio Genetico di seguirlo e continua ad usare le visioni di Bronaja. Cerca di convincere Crystal ad unirsi a lui. Freccia Nera viene arrestato dalla polizia di Honolulu dopo aver causato disordini nel traffico, aver rubato dei vestiti nuovi e combattuto contro la polizia. Maximus invia Auran a cercare Medusa, ma quest'ultima riesce ad accoltellarla e fuggire. Maximus si rivolge alla gente di Attilan come loro nuovo re, mentre Auran si risveglia, grazie alla sua capacità di guarigione, e guarisce la sua ferita da taglio e richiede il supporto di Maximus.
- Altri interpreti: Sonya Balmores (Auran), Marco Rodríguez (Kitang), Tom Wright (George Ashland), Ty Quiamboa (surfista)
- Ascolti USA: 3.750.000[3]

## Dividi e conquista
- Titolo originale: Divide and Conquer
- Diretto da: Chris Fisher
- Scritto da: Rick Cleveland

### Trama
Attraverso dei flashback vengono mostrati Freccia Nera (prima di subire la sua terrigenesi) e Maximus da ragazzi; il primo non ha alcun interesse per il trono, bramato invece dal fratello. Dopo la terrigenesi Kitang consiglia a re Agon di rinchiudere Freccia Nera, in modo da proteggere Attilan dal suo potere devastante, ma Agon si rifiuta. Nel presente, Sammy, un carcerato compagno di prigionia di Freccia Nera, viene contattato dal dottor Evan Declan, che gli chiede di aiutarlo. Nel carcere scoppia una rivolta e Freccia Nera e Sammy ne approfittano per fuggire; Sammy rivela di essere un Inumano e porta il re fuori dalla prigione, dove vengono entrambi salvati dall'elicottero di Declan. Louise arriva di fronte al carcere per cercare di parlare con Freccia Nera e osserva la fuga dei due Inumani. Anche Medusa arriva al carcere a piedi e cerca di raggiungere il marito, ma inutilmente; Medusa vede Louise e le ordina di seguire l'elicottero. Nel frattempo Maximus invia una squadra per aiutare Auran a uccidere Gorgon, che insieme ai suoi amici surfisti è costretto a fuggire. Karnak viene catturato da un gruppo di trafficanti di droga, che decidono di risparmiargli la vita. Ad Attilan, Crystal si oppone pubblicamente a Maximus e riesce a fuggire grazie a Lockjaw, che la teletrasporta sulla Terra; stremato dalla fatica, Lockjaw viene investito da un quad.
- Altri interpreti: Sonya Balmores (Auran), Henry Ian Cusick (Dr. Evan Declan), Ty Quiamboa (surfista), Marco Rodríguez (Kitang), Michael Buie (Agon), Tanya Clarke (Rynda), Olo Alailima (Sammy), Bridger Zadina, Sumire Matsubara (Locus), Jamie Gray Hyder, Michael Trotter, Ptolemy Slocum
- Ascolti USA: 2.780.000[4]

## Fate largo a Medusa
- Titolo originale: Make Way for...Medusa
- Diretto da: David Straiton
- Scritto da: Wendy West

### Trama
Declan, che sta lavorando per Maximus, porta Freccia Nera e Sammy nella sua struttura per raccogliere il DNA di Freccia Nera affinché Maximus possa sottoporsi ad un'ulteriore terrigenesi. Maximus ordina a Tibor di prepararsi per l'imminente procedura, mentre le sue guardie uccidono il resto del Consiglio Genetico. Dopo aver perso l'elicottero, Medusa e Louise riescono a localizzare la struttura di Declan. Freccia Nera e Sammy deducono la malvagità di Declan e fuggono prima di essere affrontati dal gruppo di Auran. Medusa e Louise arrivano mentre Mordis spara a Freccia Nera, provocando un'esplosione. Freccia Nera fugge con Medusa e Louise, prendendo Locus incosciente, un membro del gruppo di Auran con il potere di localizzare le persone, con loro per aiutare a trovare i loro familiari. Nel frattempo, Gorgon abbandona il suo gruppo per proteggerli e trovare Karnak, che inizia a sviluppare una relazione romantica con Jen, mentre Reno uccide il suo collega agricoltore. Altrove, Crystal incontra Dave, che convince Audrey ad esaminare ed aiutare Lockjaw.
- Altri interpreti: Henry Ian Cusick (Dr. Evan Declan)
- Ascolti USA: 2.300.000[5]

## Qualcosa di Inumano viene da questa parte...
- Titolo originale: Something Inhuman This Way Comes...
- Diretto da: Kevin Tancharoen
- Scritto da: Scott Reynolds

### Trama
Karnak e Jen fuggono da Reno, che la ferisce. Il cliente di Reno lo uccide per la sua inaffidabilità e ordina ai suoi uomini di trovare la coppia. Locus critica la politica di Freccia Nera, poi individua Karnak usando i suoi poteri. Auran si risveglia nella struttura di Declan e contatta segretamente Maximus, che le ordina di lasciare che Declan continui le sue ricerche su Freccia Nera. Dopo aver riconquistato Sammy e appreso dei suoi poteri, il gruppo di Mordis si riunisce con Auran, che decide di usare Declan e Sammy per richiamare Freccia Nera. Dopo aver ricucito le ferite di Jen, Karnak torna al campo con lei. Successivamente vengono catturati dai clienti, solo che Gorgon arriva e li salva. Fuggendo, Gorgon e Karnak si riuniscono con Freccia Nera e Medusa. Locus, ormai quasi morta, dice a Medusa della presenza di Crystal su Oahu e chiede a Freccia Nera di riconsiderare le sue politiche. Maximus decide di inviare altri Inumani per aiutare Auran. Tibor incontra l'opposizione, che gli chiede di aiutare a rovesciare Maximus. Audrey cura Lockjaw, che teletrasporta Crystal e Dave. La coppia continua a legare. Nei flashback, Gorgon e Karnak si rimproverano a vicenda per il comportamento di Gorgon stesso.
- Altri interpreti: Henry Ian Cusick (Dr. Evan Declan)
- Ascolti USA: 1.980.000[6]

## Quel gentiluomo si chiama Gorgon
- Titolo originale: The Gentleman's Name is Gorgon
- Diretto da: Neasa Hardiman
- Scritto da: Charles Murray

### Trama
A seguito di un incubo che coinvolge la sua famiglia, Maximus chiede ad Eldrac di inviare la squadra di supporto alla struttura di Declan, con uno di loro che è il padre di Bronaja, Loyolis. Auran invia il messaggio a Medusa. Freccia Nera, Medusa e Louise vanno a cercare Crystal mentre incarica Gorgon e Karnak di salvare Declan e Sammy. Crystal crea dei fulmini in modo da segnalare la sua posizione. Gorgon e Karnak sconfiggono il gruppo di Auran e salvano il duo. Mordis cerca di uccidere tutti facendo crollare la struttura, ma Gorgon si sacrifica per salvare gli altri. Il gruppo di Freccia Nera si riunisce con Crystal e Lockjaw e va alla struttura di Declan. Audrey porta la polizia nella stalla di Dave per smascherare gli Inumani. Fingendo di essere la ragazza di Dave, Louise assicura alla polizia che Audrey era solo gelosa. Nel frattempo, Maximus scopre il complotto dell'assassinio di Tibor e dei suoi ribelli. Dopo aver ucciso Tibor e aver portato via i ribelli, fa giurare a Bronaja la sua fedeltà.
- Altri interpreti: Henry Ian Cusick (Dr. Evan Declan)
- Ascolti USA: 2.050.000[7]

## Caos nella Terra nascosta
- Titolo originale: Havoc In The Hidden Land
- Diretto da: Chris Fisher
- Scritto da: Quinton Peeples

### Trama
Dopo il sacrificio di Gorgon, Auran e il suo gruppo vengono restituiti a Maximus per mostrare buona fede. Si disillude quando scopre che Maximus è in procinto di farsi una seconda Terrigenesi. Si scopre che Triton è vivo e si riunisce con la famiglia reale, che apprende che Freccia Nera aveva predetto del possibile il colpo di stato e che tutto era pronto. La famiglia torna ad Attilan per contrattare con Maximus. Freccia Nera concede a Maximus di sottoporsi alla Terrigenesi in cambio della rivendicazione del trono. Dopo aver assicurato Declan, Maximus viola il patto e chiede il congedo familiare. Avendo visto la ricerca di Declan, Karnak convince Auran a dargli il suo DNA in modo che possa usarlo per far rivivere Gorgon attraverso una seconda Terrigenesi, che apparentemente fallisce. Triton uccide le guardie del corpo di Maximus, lo cattura e lo manda da Freccia Nera, che si prepara ad ucciderlo prima che dica a Freccia Nera che la sopravvivenza di Attilan dipende dalla sua vita a causa di sistema, che se non lo aggiorna la cupola protettiva cederà. Gorgon si risveglia con una mente primitiva, con grande sgomento di Declan.
- Altri interpreti: Henry Ian Cusick (Dr. Evan Declan)
- Ascolti USA: 1.960.000[8]

## ... E finalmente: Black Bolt
- Titolo originale: ... And Finally: Black Bolt
- Diretto da: Billy Gierhart
- Scritto da: Rick Cleveland e Scott Reynolds

### Trama
Gorgon uccide Declan e fugge. Karnak viene arrestato e rinchiuso nella "stanza del silenzio", poi raggiunto da Gorgon, che lo aiuta a ricordarsi un po' il passato. Maximus dice che il sistema di sicurezza ha bisogno delle sue impronte digitali una volta ogni ora per stabilizzarsi. Freccia Nera  pianifica l'evacuazione delle persone sulla Terra se non può fermare Maximus. Crystal dice ad Eldrac del piano. Maximus viene salvato dalle Guardie reali, ma trova solo il corpo di Declan e nessun cristallo Terrigeno, che Medusa ha affidato a Louise sulla Terra. Il suo capo accetta di fornire una sistemazione per la gente di Attilan con l'aiuto dei suoi superiori. Karnak e Gorgon scappano e si uniscono alla Famiglia. Medusa incontra Maximus e cerca di ragionare con lui, ma inutilmente. La Famiglia invia una trasmissione in tutta Attilan, rivelando l'ideologia di Maximus e dicendo che dovranno evacuare. Auran abbandona Maximus e si unisce all'evacuazione. Freccia Nera affronta Maximus, che rivela di aver falsificato la lettera di Agon e Rynda (i genitori di Freccia Nera e Maximus) che parla dell'operazione al cervello di Freccia Nera portando alla morte della coppia. Freccia Nera blocca Maximus nel bunker e deve anche abbandonare Eldrac, che muore con Attilan. Un messaggio criptico viene mostrato sul Trono di Attilan. Ora sulla Terra, Freccia Nera e Medusa si rivolgono a tutti gli Inumani.
- Altri interpreti: Henry Ian Cusick (Dr. Evan Declan)
- Ascolti USA: 1.950.000[9]